# Pierre de Polignac
Prins Pierre af Monaco, Hertug af Valentinois, født som Grev Pierre de Polignac (24. oktober 1895 – 10. november 1964), var en fransk adelsmand, der blev prins af Monaco gennem sit ægteskab med Prinsesse Charlotte af Monaco.
Han var far til Rainier 3. af Monaco, som var fyrste af Monaco fra 1949 til 2005. 